# Dale (Indiana)
Dale é uma cidade  localizada no estado americano de Indiana, no Condado de Spencer.

## Demografia
Segundo o censo americano de 2000, a sua população era de 1568 habitantes.
Em 2006, foi estimada uma população de 1539, um decréscimo de 29 (-1.8%).

## Geografia
De acordo com o United States Census Bureau tem uma área de
4,0 km², dos quais 4,0 km² cobertos por terra e 0,0 km² cobertos por água. Dale localiza-se a aproximadamente 158 m acima do nível do mar.

## Localidades na vizinhança
O diagrama seguinte representa as localidades num raio de 16 km ao redor de Dale.